# Countryballs

Uma representação do Brasil no estilo de Countryball, fazendo referência ao Brasil na Segunda Guerra Mundial.

Countryballs, também conhecidas como Polandball, são uma representação humorística de países do mundo. São considerados memes, que surgiram no directório /int/ do imageboard alemão Krautchan no segundo semestre de 2009, finalmente se espalhando para o resto da internet e se diversificando. Por não haver uma reivindicação de direitos autorais sobre suas imagens, várias páginas passaram a usar o tema para montar seu conteúdo, ampliando ainda mais o alcance do meme. Eventualmente, pequenas "comunidades" de Countryballs foram formadas em toda a internet.
O meme começou em diversas tirinhas (comics) publicadas através da Internet, nas quais os países são representados geralmente como personas esféricas que interagem entre si, usando frequentemente um inglês chulo ou misto de termos locais além de gírias, fazendo humor com os estereótipos de cada país e as relações internacionais. O estilo das tirinhas pode ser referenciado como Polandball, mesmo no caso de não haver nenhuma personagem ou participante polaca na tirinha, e como Countryball (ou, colectivamente, Countryballs) para referenciar outros países.
Dada a sua facilidade de uso e criação, o meme acabou por se tornar uma ferramenta lúdica e explicativa dos acontecimentos globais, bem como uma maneira cómica de expor assuntos delicados em termos comuns. As diversas tirinhas no formato Countryball são produzidas por qualquer pessoa na Internet, normalmente de forma anónima. São intencionalmente feitas de forma amadora, utilizando-se de editores de imagens simples como o Microsoft Paint ou o GIMP.

## Temas

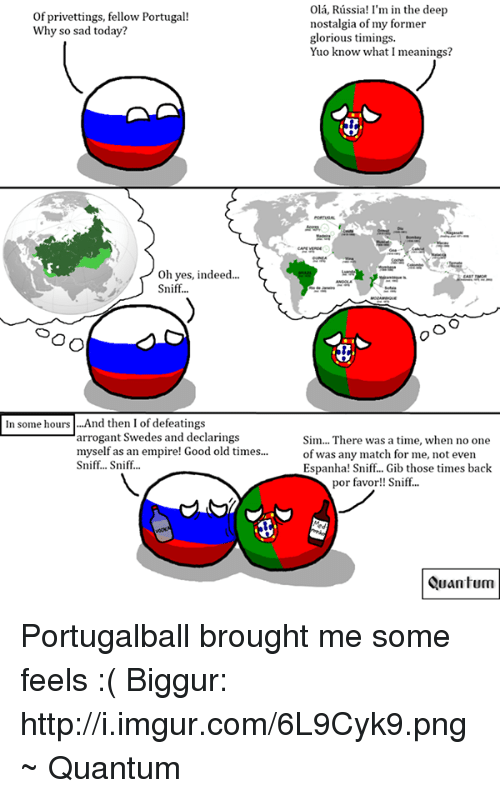
Exemplo de um quadrinho no formato Polandball, com o título "Olá Russia". O quadrinho referencia Portugal e Rússia lembrando de seus gloriosos passados.

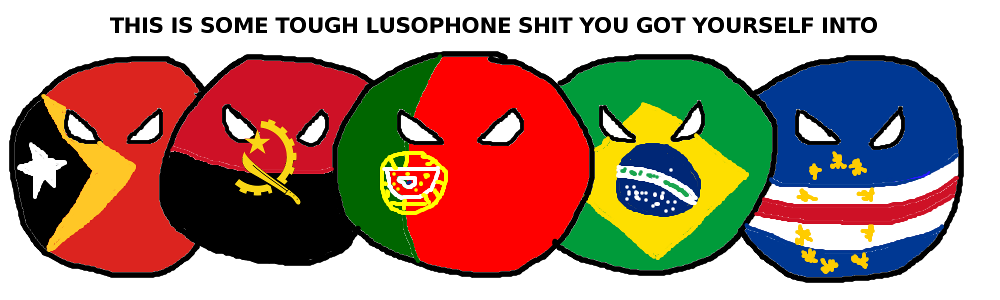
Pequeno desenho de Countryballs contendo países lusófonos

No formato Countryball, os países assumem uma forma física e uma personalidade, as countryballs e, que de maneira de maneira geral são esféricas.
Em uma das HQs, a Terra será atingida por um meteoro. Todas as nações com conhecimento de propulsão espacial deixam a Terra, exceto a Polónia, com a triste conclusão de que não poderá escapar da morte. É desta história que vem uma frase repetida diversas vezes pela mesma: "Poland cannot into space", em português, "Polônia não consegue chegar ao espaço." O meme se tornou conhecido após a entrada do país na ESA.